# Rezerwat Baszkirski
Rezerwat Baszkirski (ros. Башкирский государственный природный заповедник, baszk. Башҡортостан дәүләт ҡурсаулығы) – jeden z najstarszych ścisłych rezerwatów przyrody (zapowiedników) w Rosji, znajdujący się w Republice Baszkortostanu (rejon burziański), w centrum Uralu Południowego. Jego obszar wynosi 496,09 km².
Rezerwat został utworzony w czerwcu 1930 roku. W 1951 roku duża część rezerwatów przyrody w Rosji, w tym baszkirski, została zlikwidowana. Rezerwat Baszkirski przywrócono dzięki staraniom naukowców w listopadzie 1958 roku.

## Opis
Rezerwat obejmuje pasmo górskie Południowy Krak (zachodnia część rezerwatu) i częściowo pasmo Uraltau (wschodnia część rezerwatu). Wysokość grzbietów wynosi 600–700 m n.p.m. Pokryte są one sosnowymi, brzozowymi i modrzewiowymi lasami. W rezerwacie występuje dużo małych rzek i strumieni. Wszystkie należą do dorzecza rzek Biełaja i Ural.

## Przyroda
Położenie rezerwatu na skrzyżowaniu Europy i Azji determinuje wysoką różnorodność biologiczną na jego terytorium. Spotykają się tu przedstawiciele roślinności syberyjskiej i europejskiej, arktycznej i środkowoazjatyckiej. W rezerwacie występuje wiele gatunków roślin, w tym 111 chronionych. 
Żyje tu 275 gatunków zwierząt kręgowych, w tym 17 gatunków ryb, 3 – płazów, 6 – gadów, 196 gatunków ptaków i 53 gatunki ssaków.
W lasach zamieszkują, m.in. niedźwiedzie brunatne, kuny, wydry, norki, lisy, gronostaje, wilki, rysie, a także łosie, jelenie, sarny, dziki, cietrzewie, głuszce, bieliki i orły przednie.

## Klimat
Klimat rezerwatu jest kontynentalny. Średnia temperatura roczna powietrza wynosi 1 °C. Najzimniejsze miesiące to styczeń (średnia miesięczna temperatura to -16 °C) i luty (-17 °C). Najcieplejszym miesiącem jest lipiec (średnia miesięczna temperatura wynosi 13 °C).  
W rezerwacie występuje rocznie średnio 550 mm opadów. Deszcze są najczęstsze w czerwcu i lipcu.